# Miribel (Droma)
Miribel és un municipi francès situat al departament de la Droma i a la regió d'Alvèrnia-Roine-Alps. L'any 2007 tenia 244 habitants.

## Demografia

### Població
El 2007 la població de fet de Miribel era de 244 persones. Hi havia 96 famílies de les quals 24 eren unipersonals (12 homes vivint sols i 12 dones vivint soles), 32 parelles sense fills, 36 parelles amb fills i 4 famílies monoparentals amb fills.
La població ha evolucionat segons el següent gràfic:
Habitants censats

### Habitatges
El 2007 hi havia 130 habitatges, 99 eren l'habitatge principal de la família, 22 eren segones residències i 9 estaven desocupats. 120 eren cases i 10 eren apartaments. Dels 99 habitatges principals, 69 estaven ocupats pels seus propietaris, 27 estaven llogats i ocupats pels llogaters i 3 estaven cedits a títol gratuït; 6 tenien dues cambres, 9 en tenien tres, 35 en tenien quatre i 49 en tenien cinc o més. 87 habitatges disposaven pel capbaix d'una plaça de pàrquing. A 41 habitatges hi havia un automòbil i a 52 n'hi havia dos o més.

### Piràmide de població
La piràmide de població per edats i sexe el 2009 era:
| Homes | Edats   | Dones |
| ----- | ------- | ----- |
| 0     | 95 o +  | 0     |
| 0     | 90 a 94 | 0     |
| 0     | 85 a 89 | 4     |
| 4     | 80 a 84 | 4     |
| 12    | 75 a 79 | 4     |
| 4     | 70 a 74 | 8     |
| 0     | 65 a 69 | 8     |
| 8     | 60 a 64 | 4     |
| 12    | 55 a 59 | 4     |
| 8     | 50 a 54 | 20    |
| 0     | 45 a 49 | 12    |
| 20    | 40 a 44 | 0     |
| 8     | 35 a 39 | 8     |
| 4     | 30 a 34 | 0     |
| 0     | 25 a 29 | 4     |
| 8     | 20 a 24 | 0     |
| 4     | 15 a 19 | 4     |
| 8     | 10 a 14 | 8     |
| 4     | 5 a 9   | 4     |
| 0     | 0 a 4   | 0     |

## Economia
El 2007 la població en edat de treballar era de 154 persones, 106 eren actives i 48 eren inactives. De les 106 persones actives 93 estaven ocupades (55 homes i 38 dones) i 13 estaven aturades (6 homes i 7 dones). De les 48 persones inactives 21 estaven jubilades, 14 estaven estudiant i 13 estaven classificades com a «altres inactius».

### Ingressos
El 2009 a Miribel hi havia 106 unitats fiscals que integraven 275,5 persones, la mediana anual d'ingressos fiscals per persona era de 15.804 €.

### Activitats econòmiques
Dels 14 establiments que hi havia el 2007, 3 eren d'empreses de fabricació d'altres productes industrials, 4 d'empreses de construcció, 1 d'una empresa de comerç i reparació d'automòbils, 1 d'una empresa d'hostatgeria i restauració, 2 d'empreses de serveis, 2 d'entitats de l'administració pública i 1 d'una empresa classificada com a «altres activitats de serveis».
Dels 4 establiments de servei als particulars que hi havia el 2009, 2 eren fusteries, 1 lampisteria i 1 restaurant.
L'any 2000 a Miribel hi havia 18 explotacions agrícoles que ocupaven un total de 231 hectàrees.

## Poblacions més properes
El següent diagrama mostra les poblacions més properes.